# WrestleMania 36
WrestleMania 36 è stata la trentaseiesima edizione dell'omonimo evento in pay-per-view prodotto annualmente dalla WWE. L'evento è stato registrato il 25 e 26 marzo 2020, al Performance Center di Orlando (Florida) ed è andato in onda il 4 e 5 aprile 2020 successivi sul WWE Network e in pay-per-view.
La location inizialmente scelta era il Raymond James Stadium di Tampa (Florida), ma a causa della pandemia di COVID-19 e delle misure necessarie per farvi fronte, l'evento si è svolto con la sola presenza del personale autorizzato ed è stato pre-registrato a porte chiuse.
Questa edizione di WrestleMania è dunque passata alla storia per tre primati: la divisione in due giornate, la totale assenza di pubblico e la presenza di un match con in palio un titolo di NXT, l'NXT Women's Championship.
Il 20 marzo 2020 è stato annunciato che l'ex giocatore di football Rob Gronkowski avrebbe presenziato all'evento in veste di conduttore, venendo successivamente sostituito da Titus O'Neil durante la metà della seconda serata dell'evento. Successivamente, inoltre, è stato annunciato che lo show, per la prima volta nella storia, sarebbe stato diviso in due serate separate, una il 4 aprile 2020 e l'altra il 5 aprile 2020, senza che le due match card delle serate fossero rese note inizialmente. Per il tema dell'evento, la WWE ha scelto la pirateria.

## Storyline
Il 26 gennaio 2020, alla Royal Rumble, Drew McIntyre vinse il Royal Rumble match eliminando per ultimo Roman Reigns. La sera dopo, a Raw, McIntyre annunciò di voler sfidare Brock Lesnar per il WWE Championship a WrestleMania 36. Il 27 febbraio, a Super ShowDown, Lesnar difese con successo il titolo contro Ricochet in appena due minuti, consolidando il suo match contro McIntyre a WrestleMania 36.
Per quanto riguarda il Royal Rumble match femminile, invece, esso è stato vinto da Charlotte Flair, la quale ha eliminato per ultima Shayna Baszler. Nella puntata di Raw del 3 febbraio, tuttavia, la Flair è stata interrotta dall'NXT Women's Champion Rhea Ripley, dichiarando poi che quel titolo è stato l'unico a non aver vinto per la seconda volta dal 2014, e che le due non si sono mai affrontate. Il 16 febbraio, a NXT TakeOver: Portland, la Ripley ha difeso con successo il titolo contro Bianca Belair e, poco dopo, è stata attaccata dalla Flair, la quale ha ufficializzato che a WrestleMania 36 avrebbe sfidato la Ripley per l'NXT Women's Championship. Sarà, di conseguenza, la prima volta che il titolo femminile di NXT verrà difeso a WrestleMania.
Il 27 febbraio, a Super ShowDown, Goldberg ha sconfitto "The Fiend" Bray Wyatt conquistando così l'Universal Championship per la seconda volta, con conseguente prima sconfitta per "The Fiend". Nella puntata di SmackDown del 28 febbraio, Goldberg è stato sfidato da Roman Reigns per l'Universal Championship a WrestleMania 36, con il campione che ha accettato. Tuttavia, essendo immunodepresso a causa della leucemia e a rischio per il COVID-19, Reigns ha rinunciato al match, ed è stato sostituito da Braun Strowman.
Il 26 gennaio, alla Royal Rumble, Becky Lynch ha difeso con successo il Raw Women's Championship contro Asuka. Nella puntata di Raw del 10 febbraio Beckyla Lynch è stata brutalmente attaccata da Shayna Baszler e di conseguenza il 17 febbraio, è stato annunciato un Elimination Chamber match per l'omonimo pay-per-view valevole per determinare la contendente nº1 al Raw Women's Championship che includeva, oltre alla Baszler, anche Asuka, Liv Morgan, Natalya, Ruby Riott e Sarah Logan. L'8 marzo, ad Elimination Chamber, la Baszler ha dominato l'incontro, eliminando tutte le altre partecipanti per sottomissione, diventando la contendente nº1 a WrestleMania 36.
Nella puntata di SmackDown del 31 gennaio Braun Strowman ha sconfitto Shinsuke Nakamura conquistando così l'Intercontinental Championship per la prima volta. Nelle successive puntate di SmackDown, spesso affiancato da Elias, Strowman è riuscito più volte a respingere Nakamura e i suoi alleati, Cesaro e Sami Zayn. Nella puntata di SmackDown del 28 febbraio, è stato annunciato che Strowman avrebbe difeso l'Intercontinental Championship contro Nakamura, Cesaro e Zayn in un 3-on-1 Handicap match ad Elimination Chamber. Ad Elimination Chamber, l'8 marzo, Zayn ha schienato Strowman conquistando l'Intercontinental Championship, il suo primo titolo in WWE. Dopo aver chiuso la faida con Strowman, Zayn è stato sfidato da Daniel Bryan per il titolo a WrestleMania 36, con Zayn che ha accettato a patto che Drew Gulak (amico di Bryan) avesse sconfitto Shinsuke Nakamura, cosa che è avvenuta nella puntata del 27 marzo, garantendo a Bryan il match contro Zayn.
Nella puntata di SmackDown del 28 febbraio John Cena ha affatto un'apparizione speciale in cui ha annunciato che non avrebbe preso parte a WrestleMania 36. Poco dopo, sullo stage, "The Fiend" Bray Wyatt è apparso dinanzi a Cena indicando il logo di WrestleMania 36, con la loro sfida che è stata dunque annunciata (rivincita del loro incontro avvenuto il 6 aprile 2014 a WrestleMania XXX con vittoria di Cena). Nella puntata di SmackDown del 27 marzo, durante una puntata della Firefly Fun House, Bray Wyatt ha annunciato che il match con Cena sarà un Firefly Fun House match.
A Super ShowDown, AJ Styles ha partecipato al Gauntlet match per il Tuwaiq Trophy e, dopo aver eliminato R-Truth, era sicuro di aver vinto la contesa (anche perché i suoi alleati Luke Gallows e Karl Anderson dell'O.C. avevano attaccato Rey Mysterio che era l'ultimo partecipante all'incontro), ma successivamente The Undertaker ha fatto il suo ritorno eliminando Styles, vincendo la contesa. La sera dopo, a Raw, Styles ha preso in giro The Undertaker. A Elimination Chamber, Styles è stato sconfitto da Aleister Black in un No Disqualification match a causa dell'intervento di The Undertaker. Nelle settimane successive, a Raw, Styles ha preso in giro The Undertaker, tirando in ballo la moglie Michelle McCool, e ha firmato il contratto per il loro match a WrestleMania 36, che sarà un Boneyard match.
Dopo essere stato costretto al ritiro nel 2011, Edge ha fatto il suo ritorno dopo nove anni alla Royal Rumble durante l'omonimo incontro, eliminando anche il suo ex compagno di tag team Randy Orton. La sera dopo, a Raw, Edge ha annunciato il suo ritorno come superstar attiva, ma è poi stato attaccato a tradimento da Orton, il quale lo ha colpito con due sedie, infortunandolo gravemente (kayfabe). Nella puntata di Raw del 2 marzo Orton ha anche attaccato la Beth Phoenix, moglie di Edge, con la sua RKO, dopo che questa l'aveva schiaffeggiato. La settimana dopo, a Raw, Edge è tornato attaccando MVP durante il suo V.I.P. Lounge prima dell'arrivo di Orton, il quale è poi fuggito dopo aver tentato una RKO su Edge. Questi ha poi sfidato Orton ad un Last Man Standing match per WrestleMania 36, con Orton che ha accettato.
Il 27 febbraio, a Super ShowDown, John Morrison e The Miz hanno sconfitto Big E e Kofi Kingston del New Day conquistando così lo SmackDown Tag Team Championship. Nella puntata di SmackDown del 27 marzo il match tra Big E e Kingston e gli Usos per determinare gli sfidanti al titolo è terminato in no-contest a causa dell'intervento dei due campioni; per questo motivo, è stato annunciato che a WrestleMania 36 John Morrison e The Miz dovranno difendere i titoli contro il New Day e gli Usos in un Triple Threat Tag Team Ladder match. Tuttavia, a causa di un attacco influenzale di Miz, l'incontro è stato reso un Triple Threat Ladder match, con un solo rappresentate per tag team, che ha visto protagonisti John Morrison, Jimmy Uso e Kofi Kingston.
Nella puntata di SmackDown del 20 marzo Paige è apparsa via Skype per annunciare che Bayley dovrà difendere lo SmackDown Women's Championship in un Fatal 5-Way Elimination match contro Lacey Evans, Naomi, Sasha Banks e Tamina.
Il 24 novembre 2019, nel kick-off di Survivor Series, gli Heavy Machinery hanno partecipato ad una 10-team Battle Royal interpromozionale dove sono stati eliminati da Dolph Ziggler e Robert Roode; nel periodo immediatamente successivo, Ziggler ha iniziato a flirtare con Mandy Rose, ragazza a cui Otis era interessato. Nella puntata di SmackDown del 14 febbraio, Otis avrebbe dovuto avere un appuntamento di San Valentino con Mandy, ma a causa di un messaggio (inviato da uno sconosciuto spacciatosi per la Rose, in cui annunciava un suo piccolo ritardo), Otis ha posticipato il suo arrico al ristorante. Ma arrivato, trova Mandy Rose seduta al tavolo con Ziggler. Successivamente, Ziggler ha sfidato Otis per un match a WrestleMania 36, con questi che ha accettato, mentre Mandy ha dichiarato di presenziare all'angolo di Ziggler, senza però voler essere considerata un premio da vincere. Nella puntata di SmackDown del 3 aprile Tucker ha sconfitto Ziggler per squalifica, e sul titantron un misterioso individuo incappucciato, tramite un video e con la voce camuffata, ha rivelato che colei che aveva mandato il messaggio ad Otis era stata Sonya Deville (migliore amica di Mandy), che da sempre era in combutta con Ziggler per sabotare Otis.
A seguito della pesante sconfitta subita dal Team Raw a Survivor Series, il capitano Seth Rollins ha criticato l'intero roster dello show rosso per la sua scarsa performance e ha messo in dubbio la lealtà di Owens, che ha risposto eseguendo una Stunner su Rollins. Owens divenne quindi il bersaglio degli AOP. Sebbene Owens abbia accusato Rollins di esserci dietro agli attacchi degli AOP, Rollins ha negato le accuse, anche se alla fine si è unito agli AOP, effettuando un turn heel. Rollins ha iniziato quindi a riferirsi a sé stesso come il "Monday Night Messiah" e ha reclutato Murphy nella sua nuova fazione con gli AOP; Rollins e Murphy alla fine hanno vinto insieme il Raw Tag Team Championship sconfiggendo i Viking Raiders nella puntata di Raw del 20 gennaio. Durante il royal rumble match, Rollins ha eliminato Owens grazie agli AOP (che non facevano parte della contesa). Rollins e Murphy hanno poi perso i titoli contro gli Street Profits nella puntata del 2 marzo a causa dell'intervento di Owens. Successivamente, Rollins ha sfidato Owens a WrestleMania 36 con quest'ultimo che ha accettato.
Nella puntata di SmackDown del 13 marzo Alexa Bliss e Nikki Cross sono state sconfitte da Bayley e Sasha Banks a causa dell'intervento di Asuka. Nella puntata di SmackDown del 20 marzo è stato annunciato che la Bliss avrebbe affrontato Asuka nella puntata del 27 marzo, dove l'ha sconfitta. Successivamente, è stato annunciato che le Kabuki Warriors, avrebbero difeso il Women's Tag Team Championship contro Alexa Bliss e Nikki Cross a WrestleMania 36.
Il 23 marzo sono stati annunciati due nuovi match: Aleister Black contro Bobby Lashley e Elias contro King Corbin. Il 31 marzo, inoltre, è stato annunciato che gli Street Profits avrebbero difeso il Raw Tag Team Championship contro la coppia formata da Andrade e Angel Garza; tuttavia, a causa di un infortunio alle costole, Andrade è stato rimpiazzato da Austin Theory.
Il 3 aprile sono stati annunciati per il Kick-off due incontri: Liv Morgan contro Natalya per e Cesaro contro Drew Gulak.

### Cambi di programma
La card dell'evento ha subito dei cambiamenti in seguito alla pandemia di COVID-19, dato che molti wrestler, di loro spontanea iniziativa, non hanno voluto prendere parte all'evento per ragioni di sicurezza.
Le annuali André the Giant Memorial Battle Royal e WrestleMania Women's Battle Royal sono state cancellate per limitare il progressivo assembramento da parte dei wrestler sul ring. Roman Reigns, impegnato nel match per l'Universal Championship contro Goldberg, a causa della sua immunodepressione dovuta alla leucemia ha optato per non partecipare all'incontro, e in sostituzione è stato scelto Braun Strowman. Similmente The Miz, impegnato per difendere lo SmackDown Tag Team Championship assieme a John Morrison in un Triple Threat Tag Team Ladder match contro Big E e Kofi Kingston del New Day e gli Usos, a causa di una forma di influenza non ha potuto presenziare all'evento. Andrade, impegnato con Angel Garza contro gli Street Profits per il Raw Tag Team Championship di questi ultimi ha subito un infortunio alle costole, e il suo posto è stato preso da Austin Theory. Dana Brooke, inizialmente scelta per partecipare al match ad eliminazione per lo SmackDown Women's Championship di Bayley, è stata messa sotto quarantena precauzionale, e come lei anche Rey Mysterio (che in origine avrebbe dovuto affrontare Andrade per lo United States Championship).

## Risultati

### Prima serata
| #       | Incontri                                                                                  | Stipulazioni                                                          | Durata |
| ------- | ----------------------------------------------------------------------------------------- | --------------------------------------------------------------------- | ------ |
| Kickoff | Cesaro ha sconfitto Drew Gulak                                                            | Single match                                                          | 4:25   |
| 1       | Alexa Bliss & Nikki Cross hanno sconfitto le Kabuki Warriors (c)                          | Tag team match per il WWE Women's Tag Team Championship               | 15:05  |
| 2       | Elias ha sconfitto King Corbin                                                            | Single match                                                          | 9:00   |
| 3       | Becky Lynch (c) ha sconfitto Shayna Baszler                                               | Single match per il WWE Raw Women's Championship                      | 8:30   |
| 4       | Sami Zayn (c) (con Cesaro e Shinsuke Nakamura) ha sconfitto Daniel Bryan (con Drew Gulak) | Single match per il WWE Intercontinental Championship                 | 9:20   |
| 5       | John Morrison (c) ha sconfitto Kofi Kingston e Jimmy Uso                                  | Triple threat ladder match per il WWE SmackDown Tag Team Championship | 18:30  |
| 6       | Kevin Owens ha sconfitto Seth Rollins                                                     | No disqualification match                                             | 15:20  |
| 7       | Braun Strowman ha sconfitto Goldberg (c)                                                  | Single match per il WWE Universal Championship                        | 2:10   |
| 8       | The Undertaker ha sconfitto AJ Styles (con Karl Anderson e Luke Gallows)                  | Boneyard match                                                        | 19:00  |

### Seconda serata
| #       | Match                                                                                | Stipulazioni                                                               | Durata |
| ------- | ------------------------------------------------------------------------------------ | -------------------------------------------------------------------------- | ------ |
| Kickoff | Liv Morgan ha sconfitto Natalya                                                      | Single match                                                               | 6:25   |
| 1       | Charlotte Flair ha sconfitto Rhea Ripley (c) per sottomissione                       | Single match per l'NXT Women's Championship                                | 20:30  |
| 2       | Aleister Black ha sconfitto Bobby Lashley (con Lana)                                 | Single match                                                               | 7:20   |
| 3       | Otis ha sconfitto Dolph Ziggler (con Sonya Deville)                                  | Single match                                                               | 8:15   |
| 4       | Edge ha sconfitto Randy Orton                                                        | Last man standing match                                                    | 36:35  |
| 5       | Gli Street Profits (c) hanno sconfitto Angel Garza e Austin Theory (con Zelina Vega) | Tag team match per il WWE Raw Tag Team Championship                        | 6:20   |
| 6       | Bayley (c) ha sconfitto Sasha Banks, Naomi, Lacey Evans e Tamina                     | Fatal five-way elimination match per il WWE SmackDown Women's Championship | 19:20  |
| 7       | "The Fiend" Bray Wyatt ha sconfitto John Cena                                        | Firefly Fun House match                                                    | 13:00  |
| 8       | Drew McIntyre ha sconfitto Brock Lesnar (c) (con Paul Heyman)                        | Single match per il WWE Championship                                       | 4:35   |
| Dark    | Drew McIntyre (c) ha sconfitto Big Show                                              | Single match per il WWE Championship                                       | 6:23   |

## Fatal 5-way elimination match
| #          | Wrestler    | Eliminata da                             | Tempo |  |
| ---------- | ----------- | ---------------------------------------- | ----- |  |
| 1ª         | Tamina      | Bayley, Lacey Evans, Naomi e Sasha Banks | 6:35  |  |
| 2ª         | Naomi       | Sasha Banks                              | 10:20 |  |
| 3ª         | Sasha Banks | Lacey Evans                              | 13:25 |  |
| 4ª         | Lacey Evans | Bayley                                   | 19:20 |  |
| Vincitrice | Bayley (c)  |                                          |       |  |